# Parasítics
Els parasítics (Parasitica) són un antic infraordre d'himenòpters apòcrits, avui en desús. Són principalment parasitoides d'altres animals, sobre tot d'artròpodes. Molts, com els de la família Braconidae, es consideren beneficiosos pels humans pel control biològic de les plagues en agricultura.

## Característiques
Cos cilíndric, ales habitualment presents, ales anteriors més grans que les posteriors, amb una nervadura marginal i una de longitudinal (que arriba a l'àpex), posseeixen pèls o serrells a la superfície alar. Ales en repòs paral·leles. Els segments X i XI de l'abdomen formen un con amb una esquerda ventral per on surt l'ovipositor a les femelles, i en els mascles l'extrem de l'abdomen és arrodonit. Els de la família Aeolothripidae (per exemple Franklinothrips vespiformis, espècie tropical molt difosa), es caracteritzen per posseir ales amples i arrodonides a l'àpex, l'ovipositor és corbat cap amunt i el seu hàbit alimentari és predador. Els de la família Thripidae es caracteritzen per posseir ales primes i gairebé sempre punxegudes, l'ovipositor corbat cap avall i el seu hàbit alimentari és fitòfag.

## Taxonomia i sistemàtica
Històricament, els sistema de classificació dels himenòpters incloïa dues divisions o infraordres dins el subordre Apocrita: l'un és Parasitica que conté la majoria de les vespes parasitoides, tanmateix l'ús del terme Parasitica (o el seu nom alternatiu, Terebrantia) ha restat desfasat, puix que és un grup parafilètic i les classificacions recents refusen d'usar qualsevol grup que no sigui monofilètic.

### Superfamílies
Les superfamílies tradicionals dins Parasitica són:
- Superfamília Ceraphronoidea
- Superfamília Chalcidoidea
- Superfamília Cynipoidea
- Superfamília Evanioidea
- Superfamília Ichneumonoidea
- Superfamília Megalyroidea
- Superfamília Mymarommatoidea (de vegades s'inclou en Serphitoidea)
- Superfamília Platygastroidea
- Superfamília Proctotrupoidea
- Superfamília Serphitoidea (fossil)
- Superfamília Stephanoidea
- Superfamília Trigonaloidea

### Sistemàtica
Segons els estudis cladístics recents: 
- Superfamília Ichneumonoidea sembla més propera a Aculeata que altres vespes paràsites.
- Superfamília Stephanoidea forma un clade o infraordres.
- Un altre clade o infraordre conté els següents grups:
  - Superfamília Megalyroidea
  - Superfamília Trigonaloidea
  - un clade o divisió que conté
    - Superfamília Ceraphronoidea
    - Superfamília Evanioidea.
- Un clade o infraordre que conté famílies abans dins Proctotrupoidea:
  - Família Maamingidae
  - un clade, divisió o superfamília que conté
    - Família Austroniidae
    - Família Diapriidae
    - Família Monomachidae.
- Un altre clade o infraordre de famílies anteriorment dins Proctotrupoidea:
  - Família Proctorenyxidae
  - Família Roproniidae

- La majoria de les vespes paràsites, un clade o infrarordre que conté dos grups molt diferents:
  - Un clade que conté:
    - Superfamília Platygastroidea
    - Superfamília Chalcidoidea
    - Superfamília Mymarommatoidea
    - Superfamília Serphitoidea (fòssil).

  - Un altre clade o divisió que conté:
    - Superfamília Cynipoidea
    - Superfamília Proctotrupoidea sensu stricto